# Burke Badenhop
Burke Heinrich Badenhop (né le 8 février 1983 à Atlanta, Géorgie, États-Unis) est un ancien lanceur de relève de la Ligue majeure de baseball. 

## Carrière
Après des études secondaires à la Perrysburg High School de Perrysburg (Ohio), Burke Badenhop suit des études supérieures à l'Université d'État de Bowling Green où il porte les couleurs des Falcons de Bowling Green de 2003 à 2005.  
Il est repêché le 7 juin 2005 par les Tigers de Détroit au 19e tour de sélection. Il signe son premier contrat professionnel le 13 juin 2005. 

### Marlins de la Floride

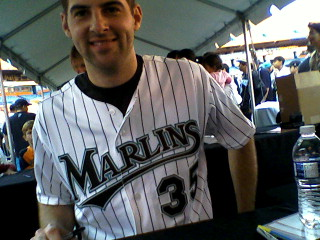
Badenhop en 2009 chez les Marlins.

Encore joueur de Ligues mineures, il est transféré chez les Marlins de la Floride le 4 décembre 2007 à l'occasion d'un échange impliquant plusieurs joueurs.
Il fait ses débuts en Ligue majeure avec les Marlins le 9 avril 2008 et enregistre sa première victoire au plus haut niveau le 7 mai 2008 face aux Brewers de Milwaukee. Badenhop est aligné pour la première fois comme lanceur partant le 13 avril 2008 contre les Astros de Houston.
Il joue encore deux matchs comme lanceur partant en 2009 mais est plutôt utilisé comme releveur. Il enregistre son premier sauvetage le 14 avril 2010 contre les Reds de Cincinnati.

### Rays de Tampa Bay
Le 12 décembre 2011, Badehop est échangé aux Rays de Tampa Bay en retour du receveur des ligues mineures Jake Jefferies. À se seule année avec les Rays, Badenhop connaît sa meilleure saison jusque-là en carrière. Sa moyenne de points mérités en 2012 se chiffre à 3,03 en 66 sorties en relève et 62 manches et un tiers lancées.

### Brewers de Milwaukee
Le 1er décembre 2012, Burke Badenhop est transféré des Rays de Tampa Bay aux Brewers de Milwaukee contre le voltigeur des ligues mineures Raul Mondesi, Jr.. Il lance 62 manches et un tiers en 63 parties pour Milwaukee en 2013 et remet une moyenne de points mérités de 3,47. Il remporte deux victoires contre trois défaites et réalise un sauvetage.

### Red Sox de Boston
Le 22 décembre 2013, Milwaukee échange le Burke Badenhop aux Red Sox de Boston contre Luis Ortega, un lanceur gaucher des ligues mineures. Sa moyenne de points mérités de 2,29 en 70 manches et deux tiers lancées pour Boston est la meilleure de sa carrière. Il dispute 70 parties des Red Sox en 2014.

### Reds de Cincinnati
Le 7 février 2015, Badenhop rejoint une 5e équipe en 5 ans lorsqu'il signe un contrat d'une saison pour un million de dollars avec les Reds de Cincinnati.

### Nationals de Washington
Il signe le 18 février 2016 un contrat des ligues mineures avec les Nationals de Washington.

## Statistiques
| Saison | Équipe  | G   | GS | CG | SHO | V  | D  | SV | IP    | SO  | ERA  |
| ------ | ------- | --- | -- | -- | --- | -- | -- | -- | ----- | --- | ---- |
| 2008   | Floride | 13  | 8  | 0  | 0   | 2  | 3  | 0  | 47.1  | 35  | 6,08 |
| 2009   | Floride | 35  | 2  | 0  | 0   | 7  | 4  | 0  | 72.0  | 57  | 3,75 |
| 2010   | Floride | 53  | 0  | 0  | 0   | 2  | 5  | 1  | 44.2  | 47  | 3,79 |
| Totaux | Totaux  | 101 | 10 | 0  | 0   | 11 | 12 | 1  | 187.0 | 139 | 4,43 |

Note : G = Matches joués ; GS = Matches comme lanceur partant ; CG = Matches complets ; SHO = Blanchissages ; 
V = Victoires ; D = Défaites ; SV = Sauvetages ; IP = Manches lancées ; SO = Retraits sur des prises ; ERA = Moyenne de points mérités.